# Вкусно
„Вкусно“ е кулинарно предаване на БНТ през периода 1997-2005 г. Излъчвало се е по Канал 1 и сателитния канал ТВ България. Излъчва се във всеки делник 17:50 до 18:00 ч. с продължителност 10 минути. Водещ е  Ути Бъчваров. Негов наследник става предаването „Бързо, лесно, вкусно“. Продуцирано е от SIA Advertising.
Първото предаване е на 23 април 1997 г.